# Karl Bücher
Karl Wilhelm Bücher, född 16 februari 1847 i Kirberg, Hessen, död 12 november 1930 i Leipzig, var en tysk heterodox ekonom.
Bücher var först elementarlärare och sedan redaktör för den nationalekonomiska avdelningen av Frankfurter Zeitung. År 1881 blev han docent vid Münchens universitet och innehade därefter lärostolar vid universiteten i Dorpat och Basel samt tekniska högskolan i Karlsruhe; från 1892 var han professor vid Leipzigs universitet. 
Det av hans arbeten, som väckte mest uppmärksamhet och strid, är en samling föredrag, utgivna under titeln Die Entstehung der Volkswirtschaft (1893, fjärde upplagan 1904), i vilken han bland annat försöker visa hur den ekonomiska utvecklingen överallt i bestämd ordning genomlöper samma former (slutet hushåll, stadsekonomi, "nationalekonomi"). Besläktad med denna är skriften Arbeit und Rhythmus (1896, tredje upplagan 1902).
Bland hans övriga betydelsefulla arbeten märks flera historisk-statistiska undersökningar särskilt rörande Frankfurt am Main (däribland Die Bevölkerung von Frankfurt am Main im 14. und 15. Jahrhundert, 1886), statistiska och finanspolitiska publikationer beträffande Basel (bland annat Die Bevölkerung des Kantons Basel-Stadt 1888, 1890) samt studier i Schriften des Vereins für Sozialpolitik. Han var (från 1904 ensam) redaktör för den ansedda Zeitschrift für die gesammte Staatswissenschaft (vanligen kallad "Tübinger Zeitschrift"). Denna tidskrift grundades 1844 som den första tyska ekonomiska tidskriften av akademisk standard och publiceras fortfarande i dag som The Journal of Institutional Economics (JOIE). Han var redaktör för denna viktiga tidskrift för tysk ekonomi och förvaltning fram till 1924. 1901/1902 var han vicekansler för filosofiska fakulteten, 1902/1903 dekanus för filosofiska fakulteten och 1903/04 rektor för Leipzigs universitet.
På grund av sina dåliga erfarenheter av press och propaganda under Första världskriget grundade Bücher 1916 Institut für Zeitungswissenschaften (institutet för tidningsvetenskap) vid universitetet i Leipzig (efter att ha inrättat en avdelningsavdelning redan 1915). Det var det första institutet av sitt slag i Europa, och dess grundande markerar början på den akademiska studien av mediekommunikation i Tyskland. 1926 ledde Bücher institutet och främjade området och etablerade det som en vetenskaplig disciplin i Tyskland med bestående resultat. År 1919, under den misslyckade tyska revolutionen, publicerade Bücher en broschyr om socialisering av fabriker samt sin mycket framgångsrika självbiografi Lebenserinnerungen (Livsminnen).
Bücher var under en tid medlem av Leipzigs stadsfullmäktige. Förutom sin doktorsgrad fick han hedersdoktorat i juridik (Dr.jur.h.c.) från Gießen och i ekonomi (Dr.rer.pol.) från Bonn. Han ingick i den kungliga sachsiska Geheimer Hofrat och var medlem av den kungliga sachsiska akademin.

## Minnesmärken och hedersbetygelser
- Hans elever byggde ett monument till hans ära i Bad Liebenstein i skogen nära hans sommarställe ("My Belvedere").[6]
- Karl Buchers gator, till exempel i Bremen-Mahndorf och Leipzig-Paunsdorf, är uppkallade efter honom.
- År 2018 inrättade universitetet i Leipzig "Karl Bucher gästprofessuren för journalistikens framtid" vid institutet för kommunikations- och mediestudier vid fakulteten för samhällsvetenskap och filosofi.[7]